# Rivolta di Cincinnati del 1853
La rivolta di Cincinnati del 1853 fu una rivolta popolare innescata dalla visita dell'allora arcivescovo (e poi cardinale) Gaetano Bedini, nunzio apostolico di papa Pio IX, a Cincinnati, Ohio, Stati Uniti, il 21 dicembre 1853. La popolazione della città, composta in prevalenza da emigranti liberali di origini tedesche fuggiti dalla Germania a seguito del fallimento dei moti rivoluzionari del 1848, identificarono nel Bedini l'emblema della repressione reazionaria delle idee della rivoluzione e cercarono di sollevare la città contro di lui.
Una folla armata di 500 tedeschi con 100 donne al seguito marciò verso la casa del vescovo locale, John Baptist Purcell, protestando apertamente per la visita del nunzio. Un rivoltoso rimase ucciso nello scontro e sessanta furono gli arrestati.

## Antefatto
Bedini venne inviato in America da papa Pio IX per risolvere una serie di dispute sorte in loco sulle proprietà della chiesa cattolica negli Stati Uniti. La discussione centrale verteva in particolare se i beni di una chiesa dovessero essere concepiti come bene della comunità (e quindi della diocesi) o del singolo vescovo per il periodo in cui rimaneva in carica come rappresentante di quella stessa chiesa. La controversia era sorta dal momento che molti protestanti e liberali pensavano che la "Chiesa di Roma" non avesse diritto di avere delle proprietà negli Stati Uniti. Sfortunatamente, Bedini mancava di tatto e di esperienza in diplomazia e venne immediatamente visto dagli americani come l'emblema di quanto più anti-democratico e reazionario vi fosse, in particolare poi per il ruolo da lui avuto nella repressione della Repubblica Romana del 1849.

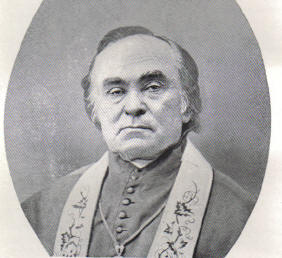
John Baptist Purcell, arcivescovo di Cincinnati

All'epoca della visita del Bedini, i sentimenti anti-cattolici erano forti a Cincinnati. La cosa era stata inoltre peggiorata dal fatto che l'arcivescovo John Baptist Purcell si era inimicato molte persone non cattoliche, a causa della sua posizione che i cattolici non dovessero essere tassati per sostenere le scuole pubbliche, in quanto proprie di un governo protestante.
Avendo saputo della visita di Bedini, il Daily Commercial diede alle stampe un articolo critico sulla sua presenza negli Stati Uniti, come pure il giornale Hochwächter iniziò a pubblicare articoli nei quali veniva definito "il macellaio di Bologna". Il partito nativista Know-Nothing fece del Bedini l'oggetto principale dei propri attacchi anche nei dibattiti pubblici. I Forty Eighters di Cincinnati (statunitensi di origini tedesche) supportarono pienamente i nativisti.
Però anche i tedeschi americani di Cincinnati erano ben lontani dall'avere una posizione unita. I Dreissiger che avevano lasciato la Germania negli anni '30 dell'Ottocento per sfuggire alla repressione politica, erano contrari all'attivismo, mentre i cattolici tedeschi si posero a difendere la loro religione.
Il giorno dell'arrivo di Bedini in città, l'Hochwächter diede alle stampe un articolo che così si apriva: "Lettore, sai chi è Bedini? Oh! Vi è del sangue sulle sue mani, sangue umano! Oh! Non potrà lavarsi le mani di quanto fatto per suo ordine a Ugo Bassi! Oh! Un assassino, un macellaio." L'articolo accusava pubblicamente il Bedini di assassinio, appellandosi alla reazione sia dei massoni della città che degli abitanti che abitavano nel quartiere della città denominato Over-the-Rhine.

## La marcia

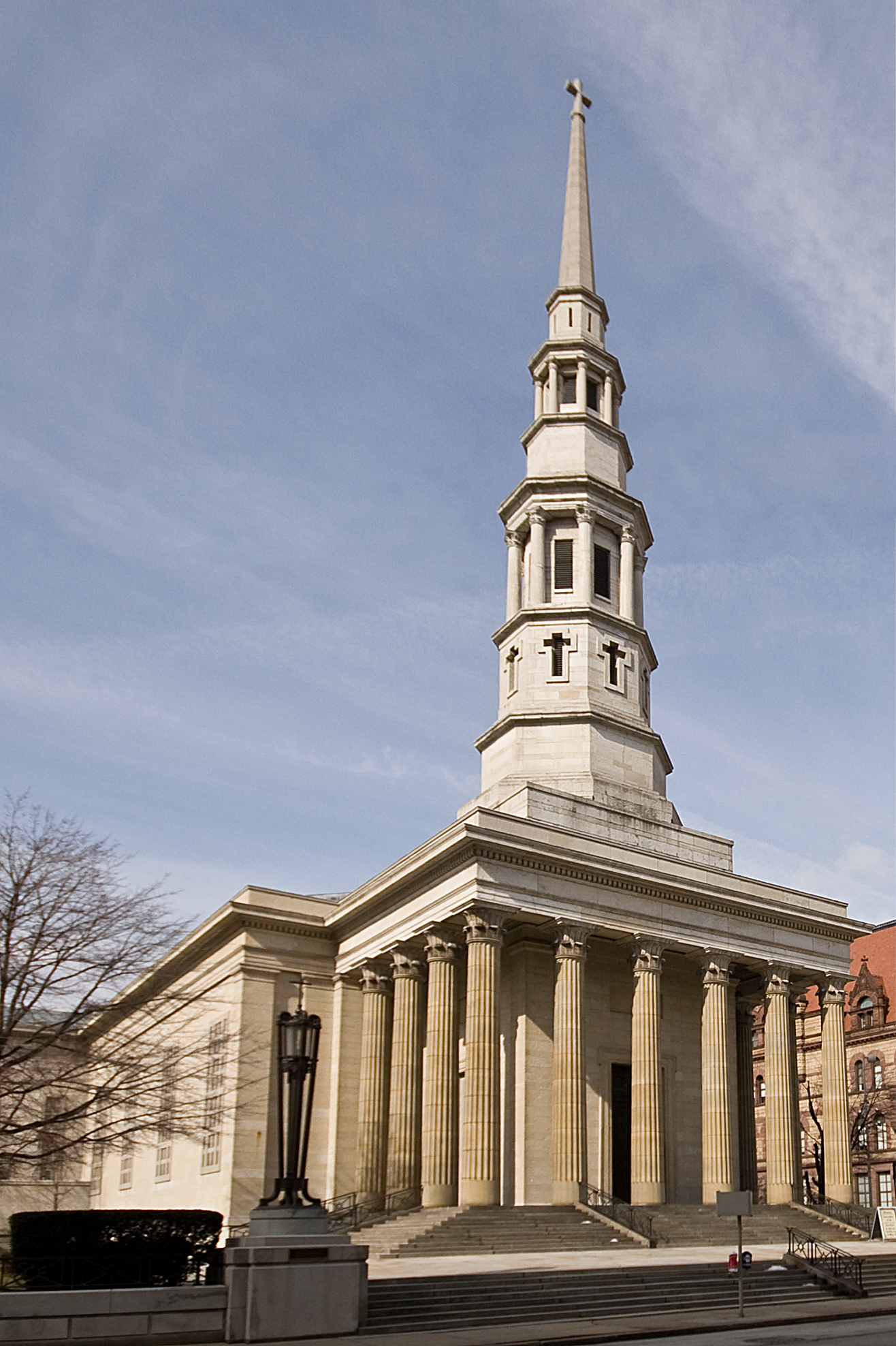
La Cattedrale di San Pietro in Vincoli di Cincinnati, dedicata il 2 novembre 1845

Il giorno di Natale Bedini predicò in francese ed in tedesco nella cattedrale di San Pietro in Vincoli a Cincinnati.
Nel frattempo i massoni della città iniziarono a radunare i loro uomini per preparare delle pubbliche rimostranze, invitando a partecipare anche altri gruppi coi quali realizzarono effigi, striscioni e manifesti contro la visita del nunzio apostolico.
Il sindaco, informato di quanto stesse accadendo, ordinò al capo della polizia locale, capitano Thomas Lukens, di investigare.
Certo che non vi sarebbero stati problemi per il giorno di Natale, il sindaco tornò a casa con la sua famiglia. Poco dopo il capitano Lukens venne informato che era partita una marcia di rivoltosi diretta verso la residenza dell'arcivescovo della città e per questo ordinò a 100 agenti di polizia di posizionarsi presso il palazzo della cancelleria, proprio di fianco alla cattedrale.
La marcia era iniziata poco dopo le 22:00 con 500 uomini armati guidati da una banda con tamburi e seguita da 100 donne in protesta. Gli uomini erano armati per la maggior parte con bastoni e portavano un'effigie dell'arcivescovo Bedini impiccato ad una forca. Le bandiere e i manifesti riportavano slogan come "Abbasso Bedini!" "Né preti, né re." "Abbasso il macellaio di Roma!" "Abbasso il papato!"
Quando la polizia avanzò verso i manifestanti, uno dei partecipanti alla marcia aprì il fuoco. La polizia caricò e si ebbe uno scontro che portò al ferimento di due poliziotti e di quindici dimostranti, uno dei quali in seguito morì. Sessanta manifestanti vennero arrestati.

## Conseguenze
Il processo che seguì il fatto fu favorevole ai rivoltosi. Il giudice incaricato, William M. Dickson, disse di non avere prove che vi fosse l'intento di usare violenza contro il Bedini e il caso venne chiuso poco dopo. L'editore dell'Hochwachter  venne arrestato, ma fu rilasciato poco dopo in quanto non furono trovate prove che egli stesse preparando o intessendo una congiura per uccidere il nunzio apostolico. I rivoltosi, intanto, chiesero le dimissioni del sindaco che aveva voluto il processo. Il sindaco mantenne il suo incarico, ma il capo della polizia venne licenziato.
Nel suo rapporto alla Santa Sede, il nunzio apostolico descrisse quanto accaduto così: "A Cincinnati, città demagogicamente ispirata con la violenza dai fatti dell'Europa, il sentimento dei rivoluzionari tedeschi, dei quali ho già riferito altrove, lanciò un attacco contro questo "tiranno dei patrioti italiani" e l'effetto fu in vero tremendo. [...] Il fatto fu tale che anche il linguaggio dei vescovi americani cambiò. Prima di Cincinnati mi chiedevano di non spaventarmi, di procedere senza voltarmi indietro, ma dopo successivamente molti di loro mi suggerirono di fare ritorno in Europa."
I sentimenti si fecero a tal punto incandescenti che la visita del Bedini a New York dovette essere compiuta a bordo della nave predisposta per il suo viaggio di ritorno in Europa.
Anche se i nativisti di Cincinnati supportarono i dimostranti tedeschi nella rivolta del 1853, l'incidente continuò a porre il problema dell'immigrazione straniera in America. La rivolta riaccese infatti gli ideali anti-migratori e anti-cattolici del Know-Nothing Party.
Due anni dopo, nella rivolta di Cincinnati del 1855, una nuova sollevazione promossa dal partito del Know-Nothing portò avanti un vero e proprio pogrom nei confronti degli immigrati tedeschi del quartiere Over-the-Rhine.